# Aleksej Kuznecov (fondista)
Aleksej Ivanovič Kuznecov (in russo Алексей Иванович Кузнецов?; Vashurikha, 15 agosto 1929 – 28 marzo 2003) è stato un fondista sovietico.

## Palmarès

### Olimpiadi invernali
- Bronzo a Squaw Valley 1960 nella staffetta 4x10 km.

### Mondiali
- Bronzo a Falun 1954 nella staffetta 4x10 km.
- Bronzo a Zakopane 1962 nella staffetta 4x10 km.